# مالایا چرگا
مالایا چرگا (به لاتین: Malaya Cherga) یک منطقهٔ مسکونی در روسیه است که در جمهوری آلتای واقع شده‌است.